# Црква Свете Петке на Чукаричкој падини
Црква Свете Петке подигнута је у Београду, октобра 2004. у близини Аде Циганлије, у насељу Чукаричка падина, на углу Лазаревачког друма и улице Обалских радника. Темељи храма су освећени 1999. године, а градња је започета августа 2001. године. Како је утврђено да је тло нестабилно за градњу јер има подземних вода, као најбоље решење прихваћена је плутајућа плоча. Аутор пројекта је арх. проф. Бранко Пешић.
Црква је пројектована у српско-византијском стилу у који су унети и елементи савремене архитектуре, како би се уклопила у амбијент стамбеног насеља. Храм је споља урађен од белог мермера, украшен златним бордурама и розетама. У основи храма је уписан крст, а црква има пет купола – главну и четири мале, од којих су две звоници.
Основна карактеристика живописа храма Св. Петке је то да је ово црква са највише осликаних Срба светитеља. Осим тога, ово је први храм у коме налазимо осликано житије Св. Петке – „Живоносни Источник”. Приказан је и знатан број светитељки.
У храму је риза Свете Петке којом су биле покривене мошти светитељке. Одежда је од плиша, везена златом и свилом. Ова одежда израђују се у једном манастиру у близини Јашија где почивају мошти, а светитељки их дарују верници.
При храму је активно Друштво побожних жена које са свештеницима посећују болесне, мешовити хор, а негује се и певничко појање.

## Галерија
- Западни део цркве са главним улазом
- Југоисточна страна храма, олтарски део (десно) и парохијски дом (у позадини)
- Мозаик Свете Петке изнад западних врата цркве
- Унутрашњост цркве
- Иконостас
- Унутрашњост велике куполе
- Јужни зидови са фрескама
- Северни зид са фрескама
- Икона Свете Петке
- Западна страна храма са простором за хор
- Фреске
- Благослов за живопис дао је патријарх српски господин Павле
- Сав живопис је финансирао Милиш Петковић са породицом
- Купола кроз коју допиру сунчеви зраци
- Парохијски дом поред цркве
- Црква и палионица свећа (десно)
- Врата на јужној страни цркве. Изнад врата је мозаик архангела.